# Stylidium inconspicuum
Stylidium inconspicuum är en tvåhjärtbladig växtart som beskrevs av V. Sloot. Stylidium inconspicuum ingår i släktet Stylidium och familjen Stylidiaceae. Inga underarter finns listade i Catalogue of Life.